# Ель-Рекуенко
Ель-Рекуенко (ісп. El Recuenco) — муніципалітет в Іспанії, у складі автономної спільноти Кастилія-Ла-Манча, у провінції Гвадалахара. Населення — 97 осіб (2010).
Муніципалітет розташований на відстані близько 120 км на схід від Мадрида, 70 км на схід від Гвадалахари.

## Демографія
Динаміка населення (INE ):